# 火炭駅
座標: 北緯22度23分41.45秒 東経114度11分52.41秒 / 北緯22.3948472度 東経114.1978917度

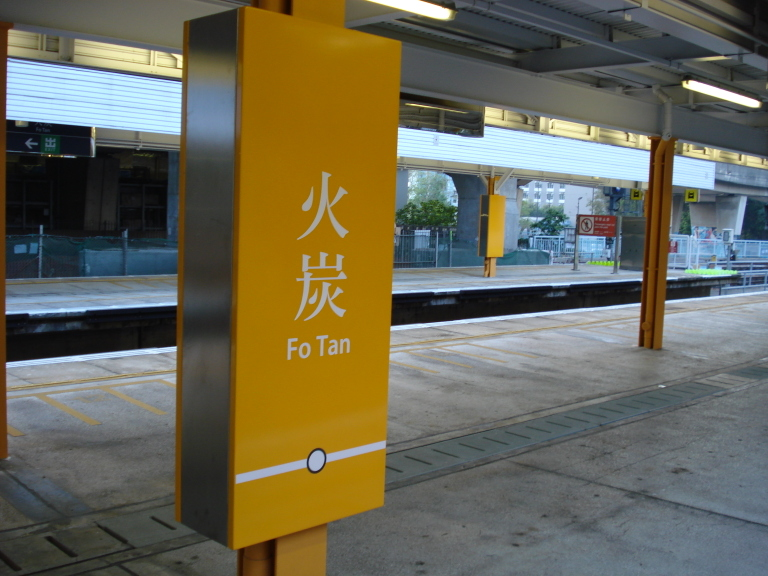
ホーム

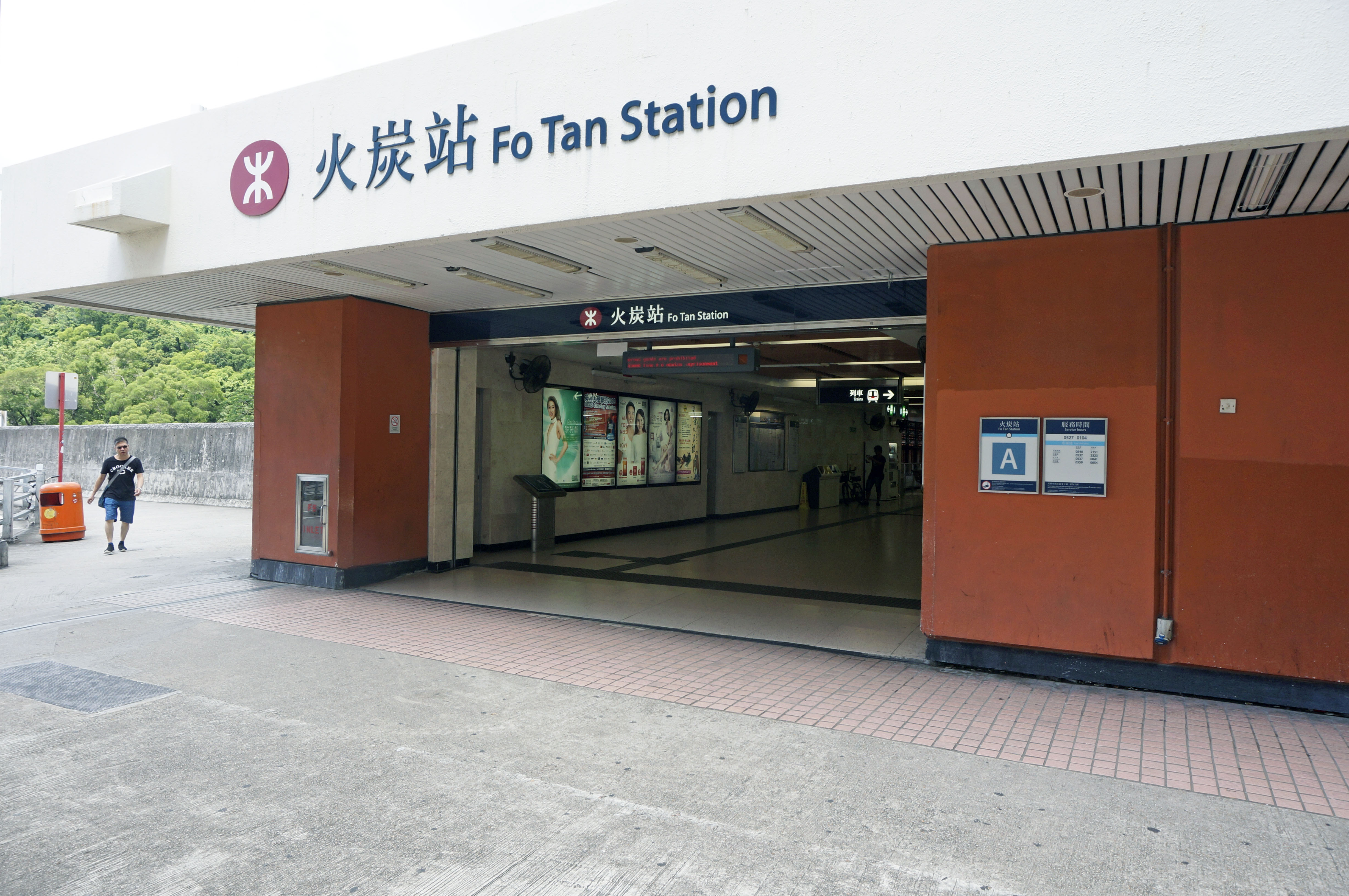
A出口

火炭駅（かたんえき）は、香港新界沙田区にある、香港鉄路（港鉄 MTR）東鉄線の駅である。

## 駅構造
- 島式ホーム2面3線の地上駅（橋上駅舎）。

| C 大堂            | 南面大堂                                                   | A-B出口、客務中心                                                                                       |
| C 大堂            | 南面大堂                                                   | 車站商店、自動販売機、現金自動預け払い機、便所                                                          |
| C 大堂            | 北面大堂                                                   | C-D出口、客務中心                                                                                       |
| C 大堂            | 北面大堂                                                   | 車站商店、自動販売機、現金自動預け払い機                                                                |
| P ホーム （地面） | ➊番線                                                      | ■東鉄線羅湖／落馬洲方面→                                                                                |
| P ホーム （地面） | 島式ホーム、1番線は右側の扉が開く・2番線は左側の扉が開く   | |
| P ホーム （地面） | ➋番線 ❸番線                                                | ■東鉄線羅湖／落馬洲方面→ （一部の時間帯に使用） ←■東鉄線金鐘方面 （一部の時間帯及び馬場駅営業時に使用） |
| P ホーム （地面） | 島式ホーム、3番線はは左側の扉が開く・4番線は右側の扉が開く | |
| P ホーム （地面） | ❹番線                                                      | ←■東鉄線金鐘方面                                                                                        |

### 出口
- A:
- B:
- C:
- D:

## 駅周辺
当駅は沙田ニュータウンエリアの北端に位置する。また車輌基地所在駅でもある。沙田競馬場は、車輌基地と馬場駅、それに高速道路を挟んで向かいに位置する。馬場駅休業時の競馬場への最寄り駅は当駅である。
なお競馬場の周回コースの内側は彭福公園（Penfold Park）という大規模な公園になっている。

## 歴史
- 1985年2月15日 - 開業。

## 隣の駅
香港鉄路
■東鉄線
沙田駅 - 火炭駅 - 大学駅